# Зырянова (Тюменская область)
Зырянова — упразднённая деревня входившая в состав городского округа город Тобольск Тюменской области России. В 2004 году включена в состав города Тобольск и исключена из учётных данных.

## География
Располагалась южнее дороги Тобольск - Веснина, в 3,5 км к северо-западу от железнодорожной станции Тобольск.

## История
До 1917 года входила в состав Бронниковской волости Тобольского уезда Тобольской губернии. По данным на 1926 год деревня Верхняя Слинкина состояла из 43 хозяйств. В административном отношении входила в состав Верхнефилатовского сельсовета Тобольского района Тобольского округа Уральской области.
В 1989 году Верхнефилатовский сельсовет переименован в Башковский. После 2002 года передано в состав городского округа.

## Население
| 1989 | 2002 |
| ---- | ---- |
| 84   | ↘44  |

По данным переписи 1926 года в деревне проживало 226 человек (105 мужчин и 121 женщина), в том числе: русские составляли 100 % населения.